# Back in the U.S.S.R.
A Back in the U.S.S.R. egy dal, amely a The Beatles együttes 1968-as az azonos nevet viselő albumán jelent meg. A dal szerzője Paul McCartney, de a dal Lennon–McCartney-szerzeményként jelent meg.
A dalt McCartney eredetileg az I'm Backing the UK címmel látta el. Ezzel az I'm Backing Britain (Nagy-Britanniát támogatom) nevű, ipari fejlesztést támogató kampány mellett foglalt állást. Ennek a címnek lett a szürreális fordulata az "I'm Backing the USSR". A dal három alapból inspirálódott: Chuck Berry 1959-es Back In The USA slágere, a The Beach Boys 1965-ös California Girls című dala adta az ihletet a háttérvokálhoz. Az 1930-as Georgia on My Mind című dalra (amelynek McCartney valószínűleg az 1960-as Ray Charles-feldolgozását ismerte) pedig utalás van a szövegben ("they georgia's always on my mind"). A dalszöveg megírásában a The Beach Boys egyik tagja, Mike Love is részt vett. A dal egy olyan férfiról szól, aki Miamiból érkezik haza a Szovjetunióba és arról vágyódik, hogy lássa Grúzia hegyeit.
A dal rögzítését beárnyékolta az együttes tagjai közötti feszültség. McCartney annyira összeszólalkozott a dobszólam miatt Ringo Starr dobossal, hogy rövid időre távol maradt a próbáktól. Ezt követően az együttes három tagja dolgozott a dalon: Mccartney dobolt, zongorázott és akusztikus gitáron játszott, addig John Lennon egy hathúrú basszusgitáron, míg George Harrison egy dzsesszgitáron játszott. A dal elejére és végére Stuart Eltham által rögzített Viscount típusú repülőgép hangját keverték.
A dal rögzítése egybe esett a prágai tavasz eseményeivel, ami miatt az együttest megvádolták a kommunizmus mételyezésével. A dal később beszivárgott a Szovjetunióba is, ahol az orosz rajongók nagy kedvencévé vált.
A dalt 1976-ban a Parlophone egy kislemezen kiadta (B oldalával, a Twist and Shouttal). A dalt több művész is előadta, amikor a Szovjetunió területén koncertezett, mint Elton John 1979-ben vagy Billy Joel 1987-ben. A The Beach Boys egy 1984. július 4-i ünnepségen adta elő a dalt, ahol Ringo Starr is közreműködött. Később, a 2003-as  Back in the World tour moszkvai állomásán Paul McCartney is előadta a dalt, valamint 2022 óta a Got Back tour állomásain.

## Közreműködött
Ian MacDonald szerint:
- Paul McCartney – duplázott ének, vokál, zongora, szólógitár, basszusgitár, dob, taps, ritmushangszerek
- John Lennon – vokál, szólógitár, hathúros basszusgitár, dob, taps, ritmushangszerek
- George Harrison – vokál, szólógitár, basszusgitár, dob, taps, ritmushangszerek